# Исторический музей (Владимир)
Исторический музей — музей и здание в городе Владимире. В настоящее время в здании размещается экспозиция Владимиро-Суздальского музея-заповедника «История Владимирского края» («Исторический музей»).

## История
Здание для Городского музея было заложено 29 мая 1900 года. К ноябрю 1901 года здание было готово вчерне. В 1902 году шла отделка первого этажа. Летом 1903 года на средства Николая Михайловича Софонова и его же рабочими была произведена стенная роспись верхнего этажа. На первом этаже разместились библиотека и исторический архив, а на втором — собственно музей. До 1906 года шли отделочные работы и размещались экспонаты.

## Архитектура

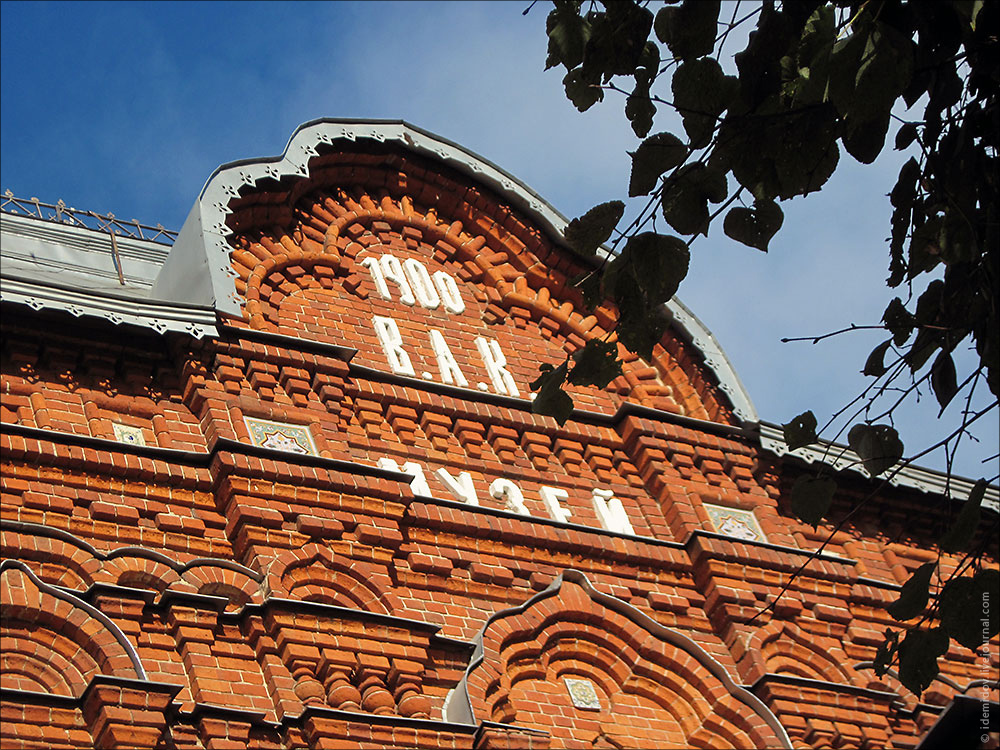
Фронтон

Здание построено в русском стиле по проекту архитектора П. Г. Бегена. Здание кирпичное, имеет план вытянутого прямоугольника, двухэтажное, с высокой четырёхскатной кровлей. Площадь — 10,85×25,60 м; высота до карниза — 12 м. Перед главным входом — крыльцо с балконом на сводчатом перекрытии, опирающемся на четыре столба. Межэтажный пояс, карниз и наличники выполнены из тёсаного профилированного кирпича. В ширинках, расположенных по карнизу, на угловых лопатках и в простенках окон второго этажа (по главному фасаду) вставлены цветные изразцы.

На крыше четыре слуховых окна (по главному фасаду) и фронтон с фигурным завершением со стороны главного входа. На фронтоне выложено кирпичом: «1900, ВАК». Ниже, на карнизе: «Музей». На коньке кровли установлена металлическая ажурная решётка. Водосток осуществляется по трубам сложной конфигурации. Перекрытие нижнего этажа деревянное, плоское с опорой на круглый металлический столб в центре зала, перекрытие верхнего этажа — сводчатое. Этажи соединены парадной двухмаршевой лестницей.